# Князево (Тутаевский район)
Князево — деревня в Тутаевском районе Ярославской области России.
В рамках административно-территориального устройства относится к Родионовскому сельскому округу Тутаевского района, в рамках организации местного самоуправления включается в Левобережное сельское поселение Тутаевского муниципального района.

## География
Деревня находится в центральной части области, в подзоне южной тайги, на реке Ить, на административной границе Тутаевского и Ярославского районов.

### Климат
Климат характеризуется как умеренно континентальный, с умеренно холодной зимой и тёплым умеренно влажным летом. Среднегодовая температура воздуха — +4,7 °C. Средняя температура воздуха самого холодного месяца (января) — −11,6 °C (абсолютный минимум — −38,4 °C); самого тёплого месяца (июля) — +17,2 °C (абсолютный максимум — +35,8 °C). Вегетационный период длится около 165—170 дней. Годовое количество атмосферных осадков составляет около 500—600 миллиметров, из которых большая часть выпадает в тёплый период. Среднегодовая скорость ветра — 2,6 м/с.

## История
До образования в 1777 году Ярославского наместничества деревня входила в состав Вокшерской волости Ярославского уезда. Принадлежала Толгскому монастырю. В 1678 году в деревне было 5 жилых крестьянских дворов, в которых проживали 17 крестьян мужского пола. С 1777 по 1918 год — в составе Сандырёвской волости Романово-Борисоглебского уезда.
В январе 2020 года жители деревни Князево обратились с просьбой передать территорию вокруг деревни в собственность Ярославского муниципального района. В обосновании данной просьбы указывалось, что деревня располагается на границе Тутаевского и Ярославского районов, на левом берегу реки Ить, через которую нет ни пешеходного моста, ни переезда.

## Население
| 2007 | 2010 |
| ---- | ---- |
| 1    | ↘0   |

## Инфраструктура
Личное подсобное хозяйство с зоной сельскохозяйственного использования, индивидуальная застройка усадебного типа. В деревне есть постоянно проживающие, а в течение летнего сезона в Князево приезжают временно проживающие жители. В основном, они занимаются садоводством, животноводством и огородничеством.
В 2020 году силами и на средства жителей в деревне был построен общий колодец из бетонных колец на замену прогнившему деревянному. Помимо построенного в деревне находятся ещё 2 общественных колодца, оба деревянные и так же находятся в ненормативном состоянии.

## Транспорт
Река создаёт помеху для доступа к деревне пожарным, полиции, скорой и иных службам.